# Oxandra
Oxandra A. Rich. – rodzaj roślin z rodziny flaszowcowatych (Annonaceae Juss.). Według The Plant List w obrębie tego rodzaju znajduje się 27 gatunków o nazwach zweryfikowanych i zaakceptowanych, podczas gdy kolejnych 8 taksonów ma status gatunków niepewnych (niezweryfikowanych). Występuje naturalnie w klimacie tropikalnym obu Ameryk. Gatunkiem typowym jest O. lanceolata (Sw.) Baill.

## Rozmieszczenie geograficzne
Rośnie naturalnie w klimacie tropikalnym obu Ameryk. Występuje między innymi w Meksyku, Gwatemali, Panamie, krainie Indii Zachodnich, Kolumbii, Wenezueli, Gujanie, Surinamie, Gujanie Francuskiej, Ekwadorze, Peru, Brazylii oraz Boliwii. W Wenezueli zaobserwowano 7 gatunków tego rodzaju, natomiast w Brazylii 15 gatunków, z czego 5 to gatunki występujące tam endemicznie.

## Morfologia
PokrójZimozielone drzewa lub krzewy.
LiścieNaprzemianległe, pojedyncze, całobrzegie, skórzaste.
KwiatyPromieniste, obupłciowe, pojedyncze lub zebrane w pęczkach, rozwijają się w kątach pędów, niepozorne. Mają 3 zrośnięte działki kielicha i nakładające się na siebie. Płatków jest 6, ułożonych w dwóch okółkach, są wolne, nakładające się na siebie, prawie takie same, cienki, mają zaokrąglony, jajowaty lub podłużny kształt, na brzegu często są orzęsione. Dno kwiatowe jest półkoliste. Kwiaty mają 6–20 wolnych pręciki o spłaszczonym kształcie. Pylniki mają równowąski kształt. Zalążnia jest górna, składająca się z 1–13 owocolistków, z których każdy zawiera jedną komorę.
OwoceZebrane w owoc zbiorowy. Osadzone na szypułkach lub są prawie siedzące. Każdy owoce zawiera po jednym nasionie.

## Systematyka
Pozycja według APweb (aktualizowany system APG III z 2009)
Rodzaj wraz z całą rodziną flaszowcowatych w ramach rzędu magnoliowców wchodzi w skład jednej ze starszych linii rozwojowych okrytonasiennych określanych jako klad magnoliowych.
Lista gatunków
| - Oxandra acuminata Diels - Oxandra asbeckii (Pulle) R.E.Fr. - Oxandra belizensis (Lundell) Lundell - Oxandra espintana (Spruce ex Benth.) Baill. - Oxandra euneura Diels - Oxandra guianensis R.E. Fr. - Oxandra krukoffii R.E. Fr. - Oxandra lanceolata (Sw.) Baill. - Oxandra laurifolia (Sw.) A. Rich. - Oxandra leucodermis (Spruce ex Benth.) Warm. - Oxandra longipetala R.E. Fr. - Oxandra macrophylla R.E. Fr. - Oxandra major R.E. Fr. - Oxandra martiana (Schltdl.) R.E. Fr. | - Oxandra maya Miranda - Oxandra mediocris Diels - Oxandra nitida R.E. Fr. - Oxandra panamensis R.E. Fr. - Oxandra polyantha R.E. Fr. - Oxandra proctorii Lundell - Oxandra reticulata Maas - Oxandra riedeliana R.E. Fr. - Oxandra sphaerocarpa R.E. Fr. - Oxandra surinamensis M. J. Jansen-Jacobs - Oxandra venezuelana R.E.Fr. - Oxandra weberbaueri Diels - Oxandra xylopioides Diels |

## Zastosowanie
Drewno gatunku O. lanceolata ma zastosowanie jako surowiec drzewny.